# Jaume Costa i Jordá
|  | Per a altres significats, vegeu «Jaume Costa». |

Jaume Vicent Costa Jordà (València, 18 de març de 1988) és un exfutbolista professional valencià que ocupava la posició de lateral esquerre. Es va formar a les categories inferiors del València CF, i va jugar entre d'altres al Vila-real CF i al València CF.

## Trajectòria

### València CF
Va començar la seua trajectòria futbolística a l'equip de la seua ciutat, el València CF. Ja superada la seua etapa com a juvenil va entrar a formar part de la disciplina del València Mestalla, equip filial valencianista. La temporada 2007/08 va formar part de l'equip que va aconseguir l'ascens a la Segona Divisió B. La seua projecció amb l'equip valencianista el va portar a debutar amb el primer equip, en una fase prèvia de la Lliga de Campions contra el Brugge.

### Cadis CF
La temporada 2009/10 va marxar cedit al Cádiz. La seua cessió al Cádiz va anar de menys a més. Al principi no va comptar massa amb per a l'entrenador, Xabier Gracia. La segona part de la temporada, però, ja amb Víctor Espárrago a la banqueta, va consolidar-se com a titular en la banda esquerra. Malgrat tot, no va poder evitar el descens del seu equip a la Segona Divisió B.

### Vila-real CF
L'estiu del 2010 va fitxar pel Vila-real. Primer va passar per l'equip filial del submarí groguet. Curiosament, el seu primer entrenador al Vila-real va ser Xabier Gracia amb qui havia disposat de molt pocs minuts la temporada anterior al Cádiz CF.
A l'equip filial groguet va estar-hi durant dos temporades, tot i que durant la segona va alternar diverses presències amb el primer equip. El seu debut oficial va ser el tretze de desembre del 2011 en un partit de Copa del Rei contra el CD Mirandés. La temporada 2011/12 va participar en sis partits de la Primera Divisió, concretament va debutar a La Romareda el quatre de març del 2012 en la vint-i-sisena jornada de Lliga, on va jugar de titular i va disputar els noranta minuts. Va viure el descens de l'equip a Segona Divisió. La temporada 2012/13, ja a Segona, va ser la de la seua consagració amb el primer equip, va disputar 32 partits, 24 dels quals de titular. El seu final de temporada va ser molt bo, guanyant-li la posició de titular en el lateral esquerre a Joan Oriol i participant activament en el retorn de l'equip a Primera.
En la seua tercera temporada a l'equip, la del retorn del submarí a primera, va consolidar-se com a lateral esquerre titular, va disputar un total de 30 partits la temporada 2013/14. A més, el 10 de maig del 2014 marcava el seu primer gol a Primera, contra el Rayo Vallecano.

### València CF
L'agost de 2019 va tornar al València CF nou anys després de la seua marxa del club, després d'arribar a un acord amb el Vila-real per a la seua cessió per una temporada. Va debutar-hi quatre dies després, com a titular en un empat a 1 contra la Reial Societat a l'Estadi de Mestalla; la diferència d'una dècada entre dues aparicions amb l'equip va establir un rècord del club que anteriorment havia ostentat Juan Sánchez a la dècada del 1990.
Costa va ser acomiadat pel Vila-real al final de la temporada 2020-21, després que expirés el seu contracte.

### RCD Mallorca
El 7 de juliol de 2021, Costa va fitxar pel que tot just acabava d'ascendir RCD Mallorca amb un contracte de dos anys. Va fer un total de 95 aparicions durant els seus tres anys al club, arribant a la final de la Copa del Rei a la temporada 2023–24.

### Carrera posterior
El 7 d'agost de 2024, amb 36 anys, i com a agent lliure, Costa va signar un contracte d'un any amb el club de segona divisió Albacete Balompié.

## Palmarès
Vila-real CF
- 1 Lliga Europa de la UEFA: 2020-21

## Equips
| Club          | Temporada     | Lliga   | Lliga | Copa    | Copa | Europa  | Europa | Total   | Total |
| Club          | Temporada     | Partits | Gols  | Partits | Gols | Partits | Gols   | Partits | Gols  |
| ------------- | ------------- | ------- | ----- | ------- | ---- | ------- | ------ | ------- | ----- |
| València CF   | 2008-2009     | 0       | 0     | 0       | 0    | 1       | 0      | 1       | 0     |
| Cadis CF      | 2009-2010     | 15      | 0     | 0       | 0    | 0       | 0      | 15      | 0     |
| Vila-real B   | 2010-2011     | 36      | 1     | 0       | 0    | 0       | 0      | 36      | 1     |
| Vila-real B   | 2011-2012     | 29      | 1     | 0       | 0    | 0       | 0      | 29      | 1     |
| Vila-real CF  | 2011-2012     | 6       | 0     | 1       | 0    | 0       | 0      | 7       | 0     |
| Vila-real CF  | 2012-2013     | 32      | 0     | 1       | 0    | 0       | 0      | 33      | 0     |
| Vila-real CF  | 2013-2014     | 30      | 1     | 2       | 0    | 0       | 0      | 32      | 1     |
| Vila-real CF  | 2014-2015     | 29      | 1     | 7       | 0    | 6       | 0      | 42      | 1     |
| Vila-real CF  | 2015-2016     | 18      | 1     | 1       | 0    | 8       | 0      | 27      | 1     |
| Vila-real CF  | 2016-2017     | 31      | 1     | 1       | 0    | 3       | 0      | 35      | 1     |
| Vila-real CF  | 2017-2018     | 12      | 0     | 1       | 0    | 3       | 0      | 16      | 0     |
| Vila-real CF  | Total         | 158     | 4     | 15      | 0    | 20      | 0      | 192     | 4     |
| Total carrera | Total carrera | 238     | 6     | 15      | 0    | 21      | 0      | 308     | 6     |